# Eloísa Díaz
Eloísa Díaz Insunza (Santiago de Chile, 25 de junio de 1866-Santiago de Chile, 1 de noviembre de 1950). fue la primera mujer chilena estudiante de medicina de la Universidad de Chile y la primera médica de Chile y América del Sur.

## Biografía
Eloísa Rita del Carmen Díaz Insunza nació en Santiago de Chile, hija de Eulogio Díaz Varas y de Carmela Insunza. Llevó a cabo sus primeros estudios en el colegio dirigido por Dolores Cabrera Martínez, cursando las humanidades en el colegio fundado y dirigido por Isabel Le Brun de Pinochet, en el Instituto Chileno y finalmente en el Instituto Nacional.
Ya en 1881, con tan solo 15 años logró derribar prejuicios y sorprendió durante su examen de bachillerato; era necesario contar con gran valor para dar el Bachillerato a los 15 años de edad, frente a un numeroso público y ante una mesa de importantes examinadores que incluía a Diego Barros Arana, pero fue aprobada por unanimidad.

## Ingreso a la universidad
En 1880 postuló a la Escuela de Medicina de la Universidad de Chile, tras la promulgación de una ley precursora del Ministro de Educación de Chile Miguel Luis Amunátegui Aldunate en 1877, que permitía el ingreso de mujeres a dicho centro de estudios. El ambiente nacional en ese momento se encontraba revuelto porque poco antes se había inscrito una mujer, Domitila Silva, en el Registro Electoral, argumentando que cumplía con tener nacionalidad chilena y saber leer y escribir; tuvieron que aceptarla, pero después se prohibiría expresamente el voto femenino.
Debido a los prejuicios sociales imperantes en su época, Eloísa Díaz debía asistir a clases acompañada de su madre; tuvo que vencer muchas resistencias hasta conseguir el cariño de sus condiscípulos y profesores.
Se graduó como Licenciada de la Facultad de Medicina y Farmacia, el 3 de enero de 1887, presentando como tesis un manuscrito titulado "Breves observaciones sobre la aparición de la pubertad en la mujer chilena y las predisposiciones patológicas del sexo". Su tesis se publica en la Revista Médica (1886) y en los Anales de la Universidad de Chile (1887). En la introducción de su tesis declara :"la instrucción, como muchos pretenden, no es la perdición de la mujer, es su salvación". 
Recibió su título profesional el 3 de enero de 1887, convirtiéndose así a los veinte años en la primera mujer de Chile y América del Sur en graduarse y obtener un título en Medicina. Junto a ella inició sus estudios Ernestina Pérez, quien fue la segunda mujer en entrar a la facultad de Medicina y titularse de médica cirujana en la historia de Chile, lográndolo una semana después de Eloísa.

## Actividad profesional

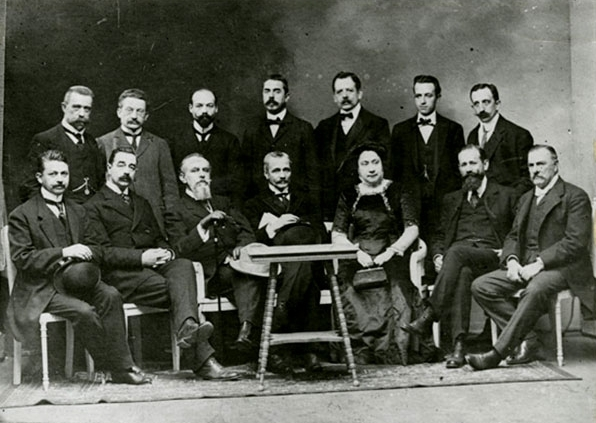
Eloísa Díaz ingresó a la Universidad de Chile luego que en 1877 se dictara el Decreto Amunátegui que permitió a las mujeres estudiar en la educación superior en Chile.

En 1888 se realizó el Primer Congreso Médico Chileno, y en él se inscribieron 128 profesionales de Santiago y 118 del resto del país. En la lista de los asistentes, se aprecia la participación de todas las grandes figuras chilenas de la medicina y la biología de la época. En este encuentro la única mujer fue la médica Díaz Insunza.
Tras su importante logro, Eloísa comenzó a ejercer en la clínica ginecológica del médico Roberto Moericke en el Hospital San Borja Arriarán en enero de 1891, trabajando además como profesora y médica en la Escuela Normal de Preceptores del sur, de 1889 a 1897. Durante su ejercicio como médico, sobresale por su inquietud, propuestas y realizaciones en lo referente a la salud de alumnos y maestros y las condiciones higiénicas de los equipos materiales y la infraestructura donde se imparte la enseñanza.
En 1898 se convirtió en inspectora médica escolar de Santiago, asumiendo más tarde, durante treinta años, el mismo cargo a nivel nacional. Como filántropa, fundó varios jardines de infancia, policlínicas y campamentos escolares.
En 1910 participó en el Congreso Científico Internacional de Medicina e Higiene de Buenos Aires, donde fue nombrada "Mujer Ilustre de América". Fue designada primera directora del Servicio Médico Escolar de Chile en 1911.
En medio de la llamada cuestión social, en 1911 se creó el Servicio Médico Escolar de Chile, del cual Eloísa fue su primera directora. Intentó establecer como obligatorio el desayuno escolar con sus propios recursos económicos, propició la vacunación masiva de escolares y luchó encarecidamente contra el raquitismo y la tuberculosis. Es así como esta amplia labor le valió el reconocimiento en Chile y en toda Latinoamérica.
Se caracterizó por ser una mujer que participa activamente a medida que transcurre su labor como profesional ya que forma parte, como directora, de la Asociación de señoras contra la tuberculosis, en la Liga Chilena de Higiene Social y en la Liga contra el Alcoholismo. Además, integra el Consejo de Instrucción Primaria y la Sociedad Científica de Chile, como así mismo el Consejo Nacional de Mujeres, inaugurado el 12 de octubre de 1918.
Díaz se retiró de la actividad profesional en 1922. Falleció luego de una larga enfermedad, en el Hospital de San Vicente de Paúl en 1950 en su ciudad natal, Santiago de Chile, a los 84 años.

## Homenaje
En noviembre de 2013, se inaugura el hospital de La Florida “Dra. Eloísa Díaz Insunza”.
En 2018, Google la homenajea dedicándole el doodle de su página principal.
En 2021, la Municipalidad de Chiguayante, en la región del Bio Bio, para el 8M, le da homenaje con un placa conmemorativa, en el CESFAM que lleva su nombre, por su legado en medicina como mujer.
A fines de 2017 la Universidad de Chile planteó a la empresa Metro hacer un reconocimiento a la figura de Eloísa Díaz, a través del acto simbólico de dar su nombre en una de las estaciones de la nueva Línea 3; específicamente aquella que se encuentra próxima a varios hospitales de la capital, y que Metro había resuelto llamar "Hospitales". Entre los fundamentos de la propuesta figura que Eloísa Díaz estudió en la Facultad de Medicina de la Universidad y falleció en su hospital clínico.
En marzo de 2018, Metro respondió esa petición, negando cambiar el nombre de la estación, ya que el criterio usado para llamar a las diferentes estaciones, es que tomen el nombre del hito geográfico más relevante de las proximidades. Según la empresa, ello facilita la ubicación espacial de los usuarios de la red de metro.
A comienzos de 2019, acercándose la fecha de inauguración de la nueva línea (22 de enero), la propuesta de la Universidad fue ganando partidarios en la ciudadanía, organizaciones comunitarias, en especial en redes sociales. Incluso el alcalde de la comuna en que está la estación (Independencia), adhirió a la idea universitaria. Metro se abrió a la posibilidad de rebautizar la estación, solicitando una nueva propuesta.
El día anterior a la apertura de la flamante línea 3, el Rector de la Universidad de Chile escribió formalmente al presidente de Metro, sugiriendo que la estación se llamara "Dra. Eloísa Díaz-Hospitales". Metro no ha respondido aún, aunque señaló los inconvenientes de ello, porque en otra comuna (La Florida) existe un hospital que se llama Eloísa Díaz, lo cual puede confundir a los usuarios del ferrocarril metropolitano. Por último, el presidente de Metro dijo que una buena opción de homenajear a Eloísa Díaz, sería a través de una instalación de "MetroArte".
El 7 de marzo de 2019 el rector de la Universidad de Chile, Ennio Vivaldi, comunica que el Campus Norte de la misma, formado por la sede Norte de la Facultad de Medicina, la Facultad de Odontología y la de Ciencias Químicas y Farmacéuticas, se llamará a partir de dicha fecha, «Campus Dra. Eloísa Díaz», en reconocimiento al hito histórico logrado por ella.